# Carlo di Sassonia
Carlo Cristiano Giuseppe Ignazio Eugenio Francesco Saverio di Sassonia (Dresda, 13 luglio 1733 – Dresda, 16 giugno 1796) fu principe di Sassonia e di Polonia e duca di Curlandia e Semigallia dal 1758 al 1763.

## Biografia

### Infanzia

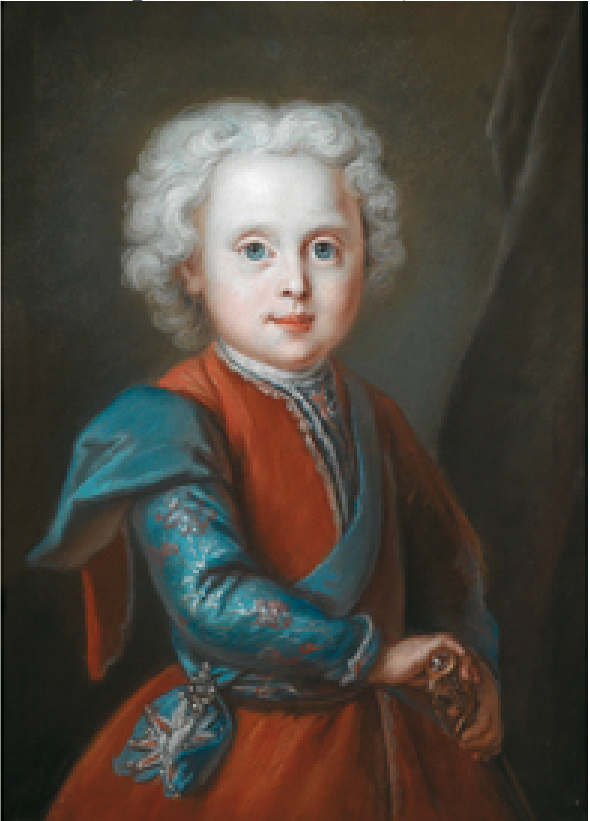
Carlo Cristiano ritratto in tenera età da Catherine Silvestre nel 1739

Carlo Cristiano era il figlio di Federico Augusto II, principe Elettore di Sassonia e re di Polonia e dell'arciduchessa Maria Giuseppa d'Austria, figlia dell'imperatore Giuseppe I d'Asburgo.

### Duca di Curlandia e Semigallia

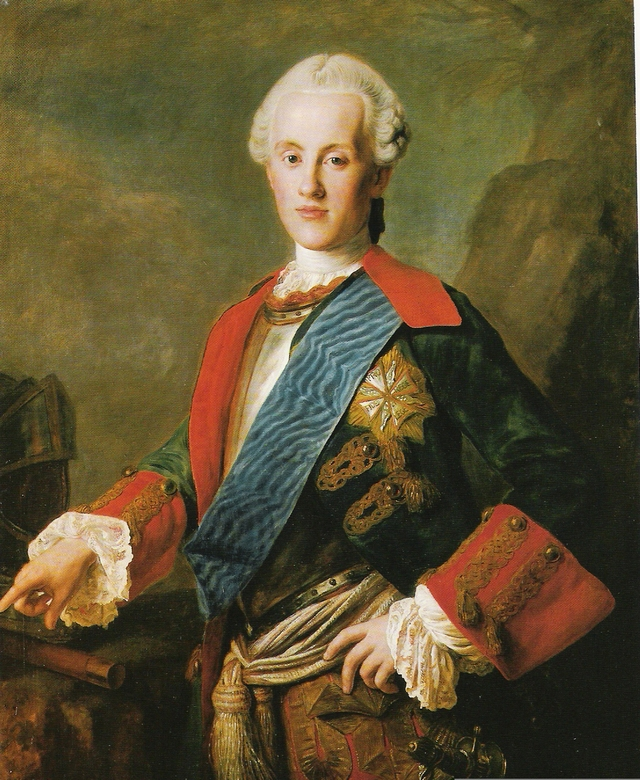
Carlo di Sassonia, duca di Curlandia, ritratto da Pietro Rotari nel 1755

Il Ducato di Curlandia e Semigallia era stato creato nel 1561 da Gotthard Kettler, ultimo maestro dell'Ordine Livoniano, ed era stato governato dai suoi discendenti fino alla estinzione della dinastia nel 1737. Poi, l'imperatrice Anna di Russia, vedova di Federico Guglielmo, penultimo duca di Curlandia, riuscì a collocare il suo amante, Ernst Johann von Biron, sul trono ducale di Curlandia. L'imperatrice Anna morì solo tre anni dopo e gli successe il nipote, il neonato Ivan VI, sotto la reggenza di von Biron. La sua reggenza durò, però, solo tre settimane. Von Biron era infatti odiato dall'aristocrazia russa a causa delle sue stravaganze e del suo comportamento autocratico e anche per l'arroganza che aveva mostrato durante la vita dell'imperatrice Anna, come suo amante. La madre del giovane zar, Anna Leopol'dovna e l'influente ministro Burkhard Christoph von Münnich cospirarono per rimuovere von Biron dall'incarico, confiscarono le sue proprietà e lo esiliarono in Siberia nell'inverno del 1740-41. Solo mesi dopo, nel novembre 1741, la Russia assistette a un altro colpo di stato che portò al trono l'imperatrice Elisabetta, cugina della defunta imperatrice Anna. Lo zar bambino Ivan VI, sua madre Anna Leopol'dovna e tutti gli altri membri della loro famiglia furono arrestati. La nuova Zarina concesse la grazia a von Biron, gli permesse di tornare dalla Siberia e gli ordinò di vivere a Jaroslavl'. Tuttavia, a causa della sua paura che potesse tornare ad avere un grande potere come durante il regno dell'imperatrice Anna, si rifiutò di ripristinare i suoi precedenti privilegi o il Ducato di Curlandia.
La questione di chi sarebbe stato il Duca di Curlandia rimase in una situazione di stallo per più di sedici anni. Infine, sotto la pressione della Sassonia e della Polonia, per risolvere la scelta di un nuovo Duca, la nobiltà locale scelse nel 1758 il loro candidato preferito, il figlio del Re polacco, il principe Carlo Cristiano. Il giovane Principe si era già recato a San Pietroburgo, da dove arrivò l'approvazione della zarina Elisabetta, confermando la scelta.

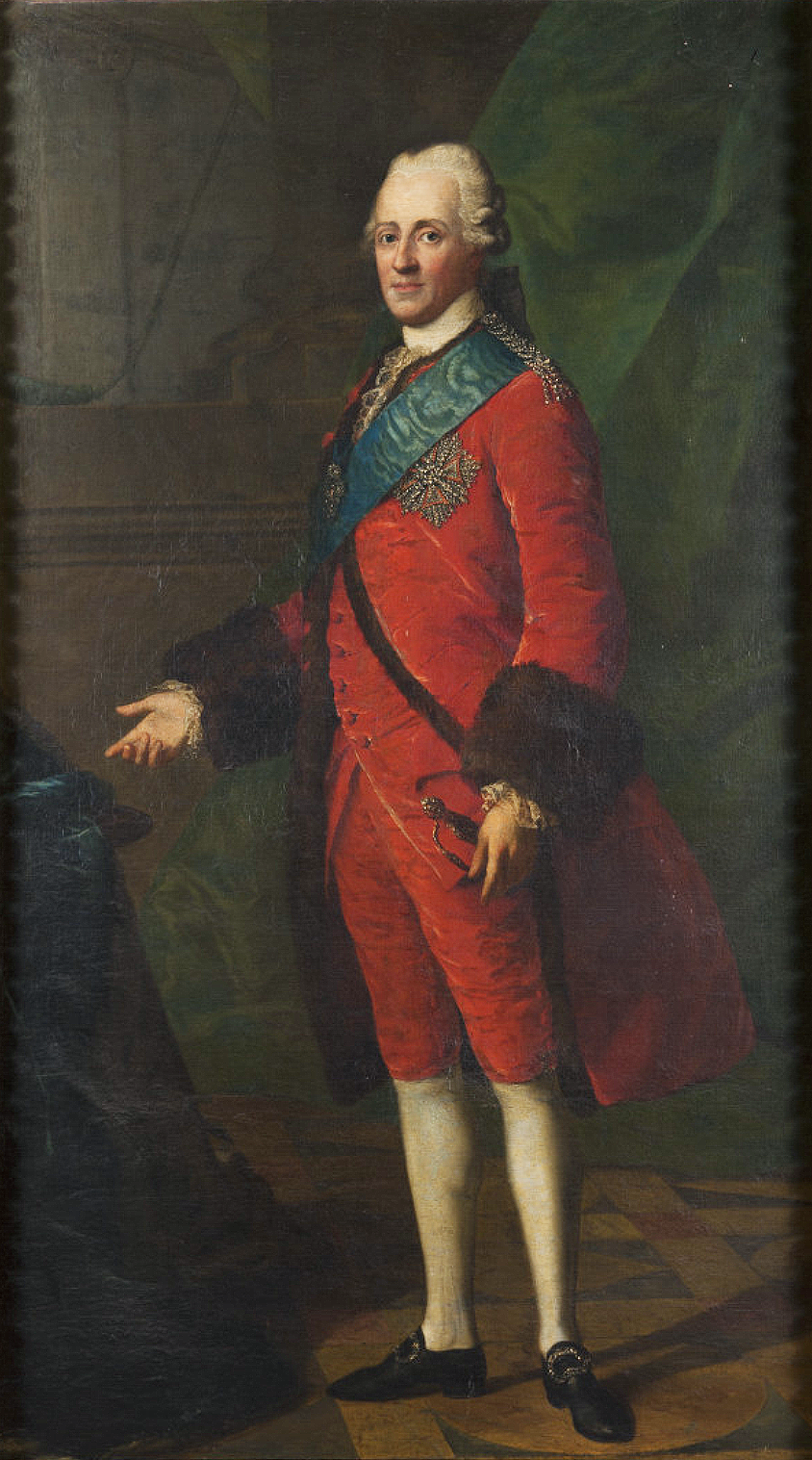
Ritratto del duca Carlo Cristiano di Curlandia di Giovanni Battista Lampi, 1780 circa, Castello di Racconigi

La maggior parte dell'aristocrazia protestante della Curlandia nutriva dubbi su Carlo, in gran parte perché temevano che un Duca cattolico romano avrebbe esercitato la sua influenza a favore dello Stato cattolico romano polacco, e cercò di limitare i poteri di Carlo formulando un contratto di resa elettorale, nel caso in cui avesse superato il suo mandato. Prima che queste trattative potessero andare a buon fine, il padre lo nominò Duca il 10 novembre 1758 e lo investì formalmente l'8 gennaio 1759 insieme al territorio di Semigallia. Allora Carlo, che aveva firmato solo un'assicurazione piuttosto vaga sull'osservanza religiosa e sui privilegi aristocratici, si recò in Curlandia e, il 29 marzo 1759, entrò solennemente nella capitale del suo Ducato, Mitau. Opportunamente, molti aristocratici rifiutarono di rendere omaggio alla nomina del nuovo Duca il 3 novembre 1759 e invece portarono la loro protesta a Varsavia e San Pietroburgo.
Il Duca amava la bella vita e viveva a Schloss Mitau. Intrattenne l'aristocrazia con feste e cacce, grazie alle quali fu in grado di aumentare la sua popolarità. Inoltre, si unì a una loggia massonica ( la Massoneria era molto in voga in Polonia a quel tempo) e così si difese dagli aristocratici con i quali la nobiltà era d'accordo. Tuttavia, lasciò la politica interna nelle mani del suo amministratore nazionale (Landhofmeister), Otto Christoph von der Howen.

### Matrimonio

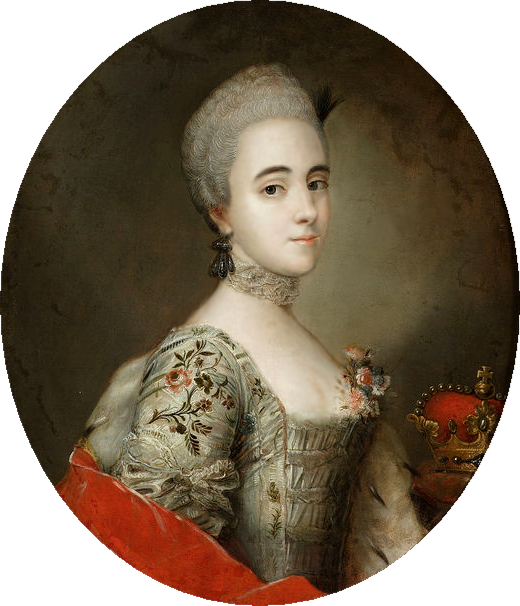
Franciszka Korwin-Krasińska ritratta da Per Krafft il vecchio nel 1767 circa, Museo nazionale di Varsavia

Sposò, il 25 marzo 1760 a Varsavia, la contessa Francesca Korwin-Krasińska, figlia del conte Stanislao Korwin-Krasiński. In risposta alla sua insistenza e a quella dei sostenitori della corte sassone, nel giugno 1775 la moglie ottenne dall'imperatore Giuseppe II il titolo di Principessa. Ebbero due figlie.
Grazie al primo matrimonio della figlia superstite, Carlo divenne un antenato della famiglia reale italiana.

### Rinuncia al Ducato e morte

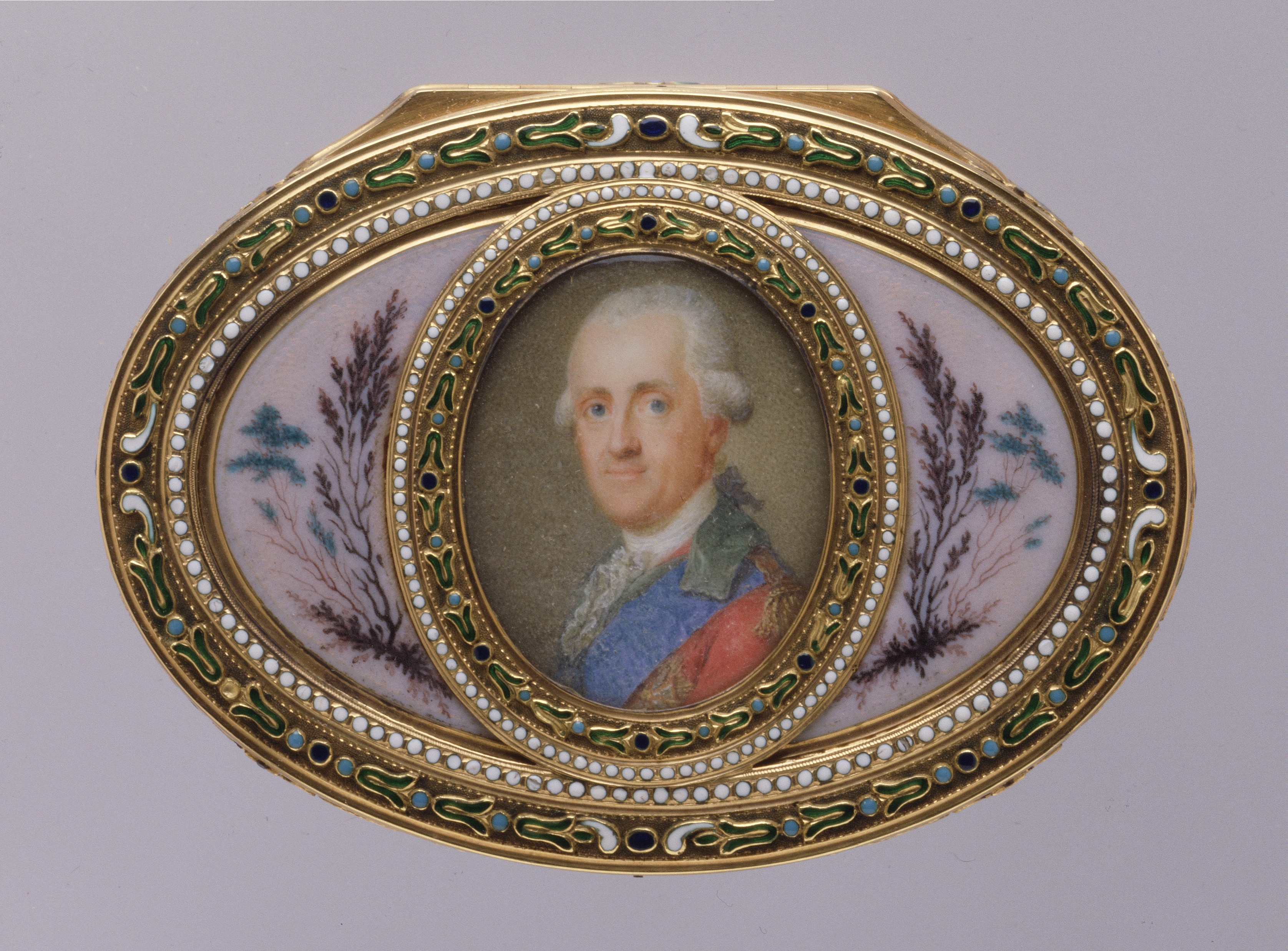
Carlo di Sassonia in una miniatura di Anton Graff del 1778 circa, Metropolitan Museum of Art, New York

Nel luglio 1762, Caterina la Grande, che aveva disapprovato il duca Carlo a causa della sua apparente mancanza di interesse per il benessere dei suoi sudditi, salì al trono russo con un colpo di stato. Permise a von Biron, ora completamente riabilitato, di tornare dall'esilio e esercitare una notevole pressione diplomatica sulla Sassonia, con l'obiettivo di riportarlo alla sua vecchia posizione di Duca. Infine, un malato Augusto III, non solo a causa della sua salute in declino, ma anche a causa della Guerra dei sette anni, accettò il destino di suo figlio e gli negò il suo sostegno. Senza di essa, Carlo fu costretto a rinunciare al Ducato nel 1763 e tornò in Sassonia.
La politica di Carlo di Sassonia in Curlandia fu prevalentemente filo-sassone e tesa sostanzialmente ad assicurarsi l'appoggio della Russia in protezione dei possedimenti paterni, e soprattutto di modo da proteggere il confine orientale della Polonia. Le sue speranze di riconquistare il ducato svanirono dopo la morte di suo padre e la perdita della corona polacca da parte degli Elettori Sassoni. Successivamente, Carlo visse a Dresda e si dedicò alla caccia nella pianura dell'Annaburger.
Carlo morì il 16 giugno 1796, all'età di 62 anni, e la sua salma fu inumata nell'abbazia di Marienstern.

## Discendenza

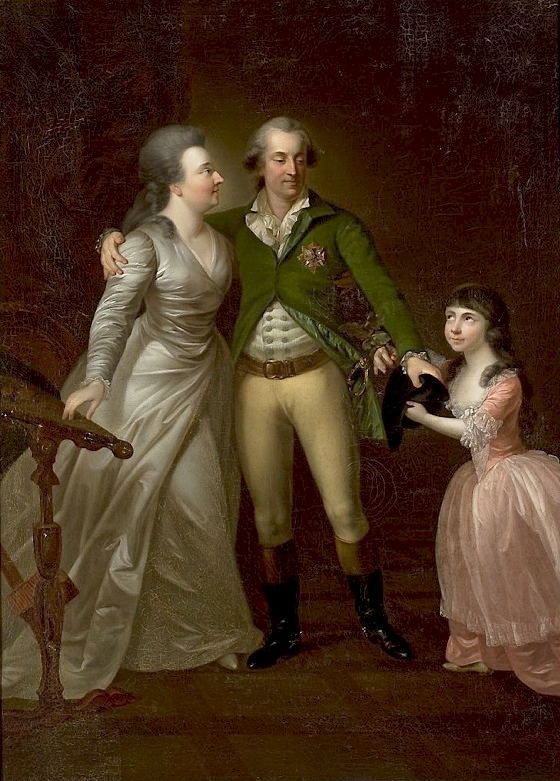
Il principe Carlo di Sassonia ritratto con la moglie Franciszka Korwin-Krasińska e la figlia Maria Cristina da Jan Nepomucen Bizański nel 1856, Museo nazionale di Varsavia

Il principe Carlo di Sassonia e la contessa Francesca Korwin-Krasińska ebbero due figlie:
- Maria Teresa (nata e morta 1767);
- Maria Cristina Albertina Carolina (1770-1851), sposò Carlo Emanuele di Savoia-Carignano ed alla morte di questi si risposò con Jules Maximilien Thibault, principe di Montléart[2].

## Ascendenza[3]
|                                              |                      |                                           | Genitori                                |  |  | Nonni |  |  | Bisnonni                         |  |  | Trisnonni                       |  |
|                                              |                      |                                           |                                         |  |  |       |  |  | Giovanni Giorgio III di Sassonia |  |  | Giovanni Giorgio II di Sassonia |  |
|                                              |                      |                                           |                                         |  |  |       |  |  | Giovanni Giorgio III di Sassonia |  |  | Giovanni Giorgio II di Sassonia |  |
|                                              |                      | Maddalena Sibilla di Brandeburgo-Bayreuth |                                         |  |  |       |  |  | Giovanni Giorgio III di Sassonia |  |  |                                 |  |
| Augusto II di Polonia                        |                      |                                           |                                         |  |  |       |  |  | Giovanni Giorgio III di Sassonia |  |  |                                 |  |
|                                              |                      | Anna Sofia di Danimarca                   | Federico III di Danimarca               |  |  |       |  |  |                                  |  |  |                                 |  |
|                                              |                      | Anna Sofia di Danimarca                   | Federico III di Danimarca               |  |  |       |  |  |                                  |  |  |                                 |  |
|                                              |                      | Anna Sofia di Danimarca                   | Sofia Amelia di Brunswick e Lüneburg    |  |  |       |  |  |                                  |  |  |                                 |  |
| Augusto III di Polonia                       |                      | Anna Sofia di Danimarca                   |                                         |  |  |       |  |  |                                  |  |  |                                 |  |
|                                              |                      | Cristiano Ernesto di Brandeburgo-Bayreuth | Ermanno Augusto di Brandeburgo-Bayreuth |  |  |       |  |  |                                  |  |  |                                 |  |
|                                              |                      | Cristiano Ernesto di Brandeburgo-Bayreuth | Ermanno Augusto di Brandeburgo-Bayreuth |  |  |       |  |  |                                  |  |  |                                 |  |
|                                              |                      | Cristiano Ernesto di Brandeburgo-Bayreuth | Sofia di Brandeburgo-Ansbach            |  |  |       |  |  |                                  |  |  |                                 |  |
| Cristiana Eberardina di Brandeburgo-Bayreuth |                      | Cristiano Ernesto di Brandeburgo-Bayreuth |                                         |  |  |       |  |  |                                  |  |  |                                 |  |
|                                              |                      | Sofia Luisa di Württemberg                | Eberardo III di Württemberg             |  |  |       |  |  |                                  |  |  |                                 |  |
|                                              |                      | Sofia Luisa di Württemberg                | Eberardo III di Württemberg             |  |  |       |  |  |                                  |  |  |                                 |  |
|                                              |                      | Sofia Luisa di Württemberg                | Anna Caterina Dorotea di Salm-Kyrburg   |  |  |       |  |  |                                  |  |  |                                 |  |
| Carlo di Sassonia                            |                      | Sofia Luisa di Württemberg                |                                         |  |  |       |  |  |                                  |  |  |                                 |  |
|                                              | Leopoldo I d'Asburgo | Ferdinando III d'Asburgo                  |                                         |  |  |       |  |  |                                  |  |  |                                 |  |
|                                              | Leopoldo I d'Asburgo | Ferdinando III d'Asburgo                  |                                         |  |  |       |  |  |                                  |  |  |                                 |  |
|                                              | Leopoldo I d'Asburgo | Maria Anna di Spagna                      |                                         |  |  |       |  |  |                                  |  |  |                                 |  |
| Giuseppe I d'Asburgo                         | Leopoldo I d'Asburgo |                                           |                                         |  |  |       |  |  |                                  |  |  |                                 |  |
|                                              |                      | Eleonora del Palatinato-Neuburg           | Filippo Guglielmo del Palatinato        |  |  |       |  |  |                                  |  |  |                                 |  |
|                                              |                      | Eleonora del Palatinato-Neuburg           | Filippo Guglielmo del Palatinato        |  |  |       |  |  |                                  |  |  |                                 |  |
|                                              |                      | Eleonora del Palatinato-Neuburg           | Elisabetta Amalia d'Assia-Darmstadt     |  |  |       |  |  |                                  |  |  |                                 |  |
| Maria Giuseppa d'Austria                     |                      | Eleonora del Palatinato-Neuburg           |                                         |  |  |       |  |  |                                  |  |  |                                 |  |
|                                              |                      | Giovanni Federico di Brunswick-Lüneburg   | Giorgio di Brunswick-Lüneburg           |  |  |       |  |  |                                  |  |  |                                 |  |
|                                              |                      | Giovanni Federico di Brunswick-Lüneburg   | Giorgio di Brunswick-Lüneburg           |  |  |       |  |  |                                  |  |  |                                 |  |
|                                              |                      | Giovanni Federico di Brunswick-Lüneburg   | Anna Eleonora di Assia-Darmstadt        |  |  |       |  |  |                                  |  |  |                                 |  |
| Guglielmina Amalia di Brunswick-Lüneburg     |                      | Giovanni Federico di Brunswick-Lüneburg   |                                         |  |  |       |  |  |                                  |  |  |                                 |  |
|                                              |                      | Benedetta Enrichetta del Palatinato       | Edoardo del Palatinato-Simmern          |  |  |       |  |  |                                  |  |  |                                 |  |
|                                              |                      | Benedetta Enrichetta del Palatinato       | Edoardo del Palatinato-Simmern          |  |  |       |  |  |                                  |  |  |                                 |  |
|                                              |                      | Benedetta Enrichetta del Palatinato       | Anna Maria di Gonzaga-Nevers            |  |  |       |  |  |                                  |  |  |                                 |  |
|                                              |                      | Benedetta Enrichetta del Palatinato       |                                         |  |  |       |  |  |                                  |  |  |                                 |  |